# Паасонен, Маркку
Маркку Паасонен (фин. Markku Paasonen; 14 ноября 1967, Оулу) — финский поэт, прозаик, редактор, педагог. Лауреат государственной премии Финляндии в области литературы (2002).

## Биография
Изучал философию и теологию в Университете Турку, Академии Або, Университете Осло и Вестфальском университете Вильгельма. Некоторое время преподавал филологию в школах, был редактором журнала о культуре Nuori voima.
Считается мастером белого стиха и реформатором старой поэтической формы.
Дебютировал как писатель в 1997 году. Опубликовал несколько сборников стихов, три произведения в прозе, роман «Pienet kalat yövet suuri kaloja» (2014) и прозаическое произведение «Suurenmoinen huviretki» (2019). Поэма в прозе «Войттокульку» принесла автору государственную премию по литературе в 2002 году, а «Песни из городов, затонувших в море» были номинированы на литературную премию Северного Совета в 2007 году.
Его работы переведены на несколько языков, включая французский, английский, шведский и сербский.

## Награды
- Государственная премия Финляндии в области литературы (2002).
- Удостоен Литературной премия Helsingin Sanomai (1997), премии имени Дж. Х. Эркона в области поэзии.

Номинант литературной премии Рунеберга (2015), премии Тиилискиви (2015) и других.

## Избранные сочинения
- Aurinkopunos. Helsinki: WSOY, 1997. ISBN 951-0-22218-6.
- Verkko. Helsinki: WSOY, 1999. ISBN 951-0-23937-2.
- Voittokulku. Helsinki: Tammi, 2001. ISBN 951-31-2194-1.
- Lauluja mereen uponneista kaupungeista. Helsinki: Teos, 2005. ISBN 951-851-057-1.
- Tulevassa maailmassa. Helsinki: Teos, 2010. ISBN 978-951-851-250-2.
- Pienet kalat syövät suuria kaloja. Helsinki: Teos, 2014. ISBN 978-951-851-568-8.
- Suurenmoinen huviretki. Helsinki: Teos, 2019. ISBN 978-951-851-861-0.